# San Cayetano (Corrientes)

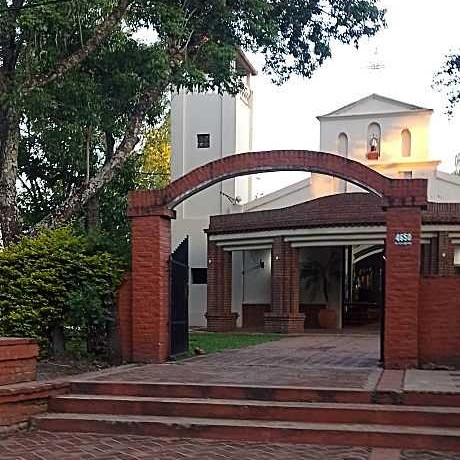
Ingreso a la parroquia San Luis Rey de Francia

San Cayetano es una localidad argentina, situada en el departamento Capital de la Provincia de Corrientes. Administrativamente depende del municipio de Riachuelo, de la cual dista unos 6 km. Cuenta con una unidad penal.

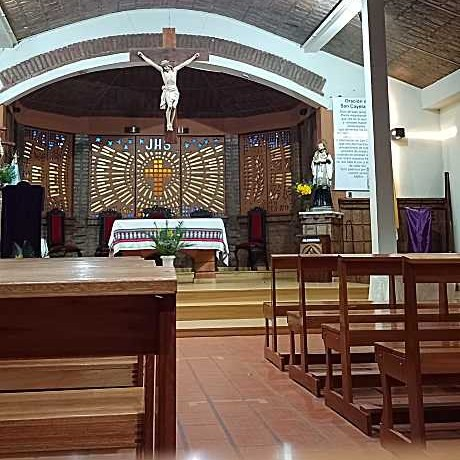
Interior de la parroquia de San Cayetano

El templo católico dedicado a San Cayetano atrae numerosas peregrinaciones durante su fiesta santoral. La capilla fue edificada en 1937, siendo elevada a parroquia en 1965.

## Vías de comunicación
Su principal vía de acceso es la Ruta Provincial 8, que la vincula al oeste con Riachuelo y al este con San Luis del Palmar.

## Población
Cuenta con 872 habitantes (Indec, 2010), lo que representa un incremento del 41,3% frente a los 617 habitantes (Indec, 2001) del censo anterior. En este último tiempo se ha intentado en numerosas oportunidades constituir al pueblo una municipalidad propia a fin de que sirva brindar servicios esenciales.

## Parroquias de la Iglesia católica en San Cayetano

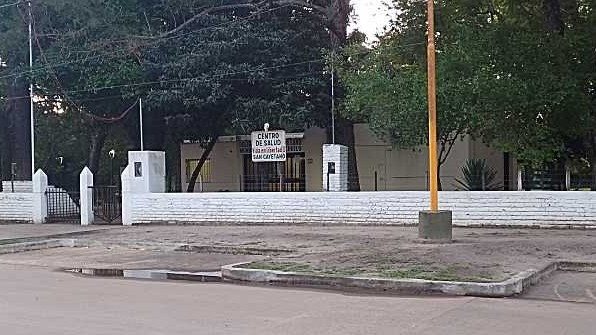
Centro de Salud

| Arquidiócesis | Corrientes   |
| ------------- | ------------ |
| Parroquia     | San Cayetano |